# Sur la falaise de Dieppe
Sur la falaise de Dieppe est un tableau réalisé par le peintre français Claude Monet en 1897. Cette huile sur toile est un paysage qui représente les falaises de Dieppe, en Seine-Maritime. Longemps restée dans une collection privée, l'œuvre fait partie depuis 2023 de celles du musée d'Orsay, à Paris. Il en existe d'autres versions de par le monde, notamment Falaises près de Dieppe au musée de l'Ermitage, à Saint-Pétersbourg, en Russie.

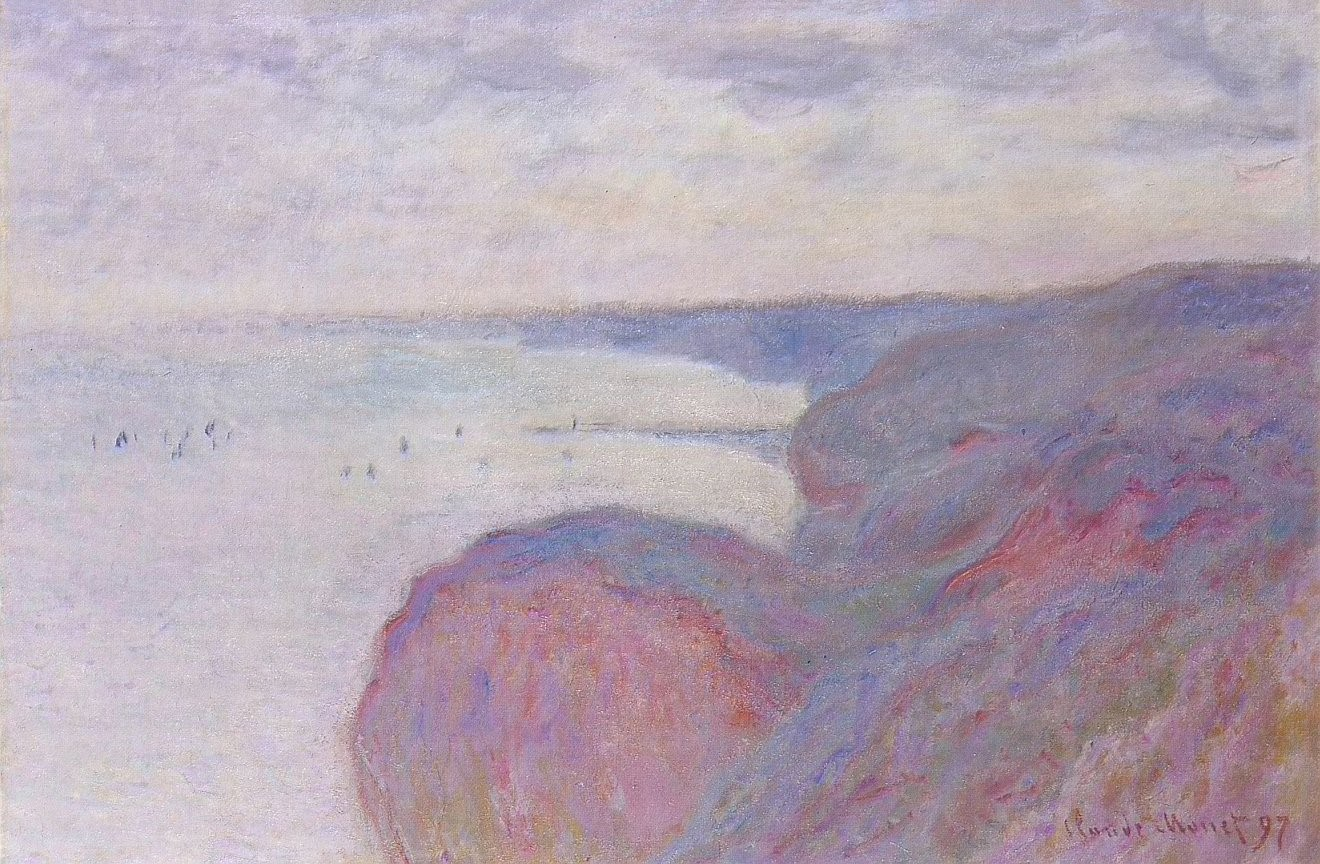
Falaises près de Dieppe, musée de l'Ermitage, Saint-Pétersbourg.
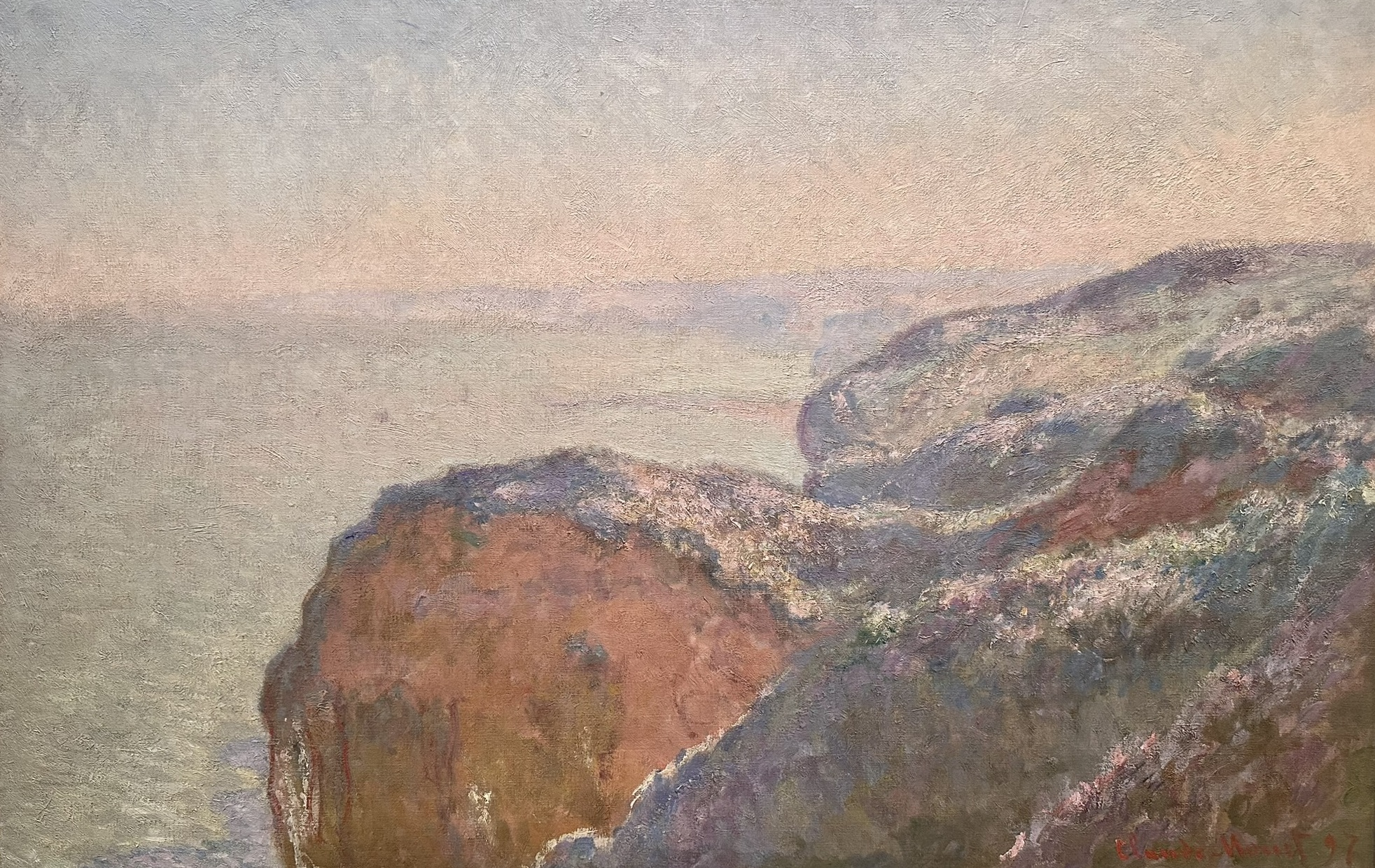
Val-Saint-Nicolas, près de Dieppe (Matin), Phillips Collection, Washington.